# 三室王
三室王（みむろおう、生年不詳 - 天平17年4月7日（745年5月12日））は、奈良時代の皇族。名は御室王とも記される。浄大参・川島皇子の子とする系図がある。位階は従四位下。

## 経歴
天平15年（743年）二世王の蔭位を受け无位から従四位下に叙せられる。天平17年（745年）4月7日卒去。最終位階は従四位下。

## 官歴
『続日本紀』による。
- 天平15年（743年） 5月5日：従四位下（直叙）
- 天平17年（745年） 4月7日：卒去（従四位下）

## 系譜
- 父：川島皇子[1]
- 母：不詳
- 生母不詳の子女
  - 男子：長柄王[1]
  - 男子：久勢王[1]